# Provincia imperial
Una Provincia imperial era una provincia romana cuyo gobernador era nombrado directa y únicamente por el emperador. Estas provincias generalmente se hallaban en las fronteras del imperio, eran importantes estratégica y militarmente para la seguridad o eran inestables socialmente (en guerra o con tendencia a rebelarse contra el imperio).
La subdivisión en provincia senatorial e imperial la efectuó Augusto en el 27 a. C. Todas las nuevas provincias constituidas desde entonces fueron incluidas entre las provincias imperiales.
En la época de César Augusto las provincias imperiales eran:
| Provincia                                                          | Estatus                          | Capital                                                     | Notas                                                      |
| ------------------------------------------------------------------ | -------------------------------- | ----------------------------------------------------------- | ---------------------------------------------------------- |
| Aquitania                                                          | Imperial                         | Burdigala (Burdeos, Francia)                                |                                                            |
| Galatia (Galatia)                                                  | Imperial                         | Ancyra o Sebaste Tectosagum (Ankara, Turquía)               | Entre Vespasiano y Trajano fue unida con Capadocia.        |
| Gallia Belgica (Gallia Belgica)                                    | Imperial                         | Durocortorum (Reims, Francia)                               |                                                            |
| Gallia Lugdunensis (Gallia Lugdunensis) o Gallia Celtica           | Imperial                         | Lugdunum (Lyon, Francia)                                    |                                                            |
| Germania Magna                                                     | Imperial desde 6 hasta ¿9 d. C.? | Aliso (Haltern, Germania)                                   | entre 12 a. C. y d. C. quizá unida a la Gallia Lugdunensis |
| Ilírico inferior (Illyricum inferius) después Panonia (Pannonia)   | 1 d. C.                          | Carnuntum (entre Petronel y Bad Deutsch-Altenburg, Austria) |                                                            |
| Ilírico superior (Illyricum superior), después Dalmacia (Dalmatia) | Imperial                         | Salona (Croacia)                                            |                                                            |
| Licia y Panfilia (Lycia et Pamphylia)                              | Imperial                         |                                                             | desde 135 provincia senatorial                             |
| Lusitania (Lusitania)                                              | Imperial                         | Emerita Augusta (Mérida, España)                            |                                                            |
| Mesia (Moesia)                                                     | Imperial desde 6?                |                                                             |                                                            |
| Numidia (Numidia)                                                  | Imperial                         | Cirta (Constantina, Argelia)                                |                                                            |
| Siria (Syria)                                                      | Imperial                         | Emesa (Homs, Siria)                                         |                                                            |
| Tarraconense (Hispania Tarraconensis)                              | Imperial                         | Tarraco (Tarragona, España)                                 |                                                            |

## Provincias imperiales

División provincial hacia el 117 d. C. En verde se pueden ver las provincias imperiales, donde el Emperador nombraba a los legatus Augusti (generalmente las incorporadas durante el Imperio romano). La primera división entre provincias senatoriales e imperiales se realizó al comienzo del mandato de Augusto (año 14 a. C.)

Las siguientes fueron provincias imperiales:
- Aegyptus
- Alpes Cottiae
- Alpes Maritimae
- Alpes Poenninae
- Armenia
- Assyria
- Britannia
- Cilicia
- Dacia
- Dalmatia
- Galatia
- Gallia Aquitania
- Gallia Belgica
- Gallia Lugdunensis
- Germania Inferior
- Germania Superior
- Hispania Tarraconensis
- Judaea
- Lusitania
- Moesia
- Noricum
- Panonia
- Recia
- Corsica et Sardinia
- Syria
- Tracia

## Provincias imperiales desdeCésar Augusto(14d.C.) hastaSeptimio Severo(211d.C.)
Provincias senatoriales e imperiales desde 14 d. C. En rosado las provincias senatoriales. En rojo las provincias imperiales.

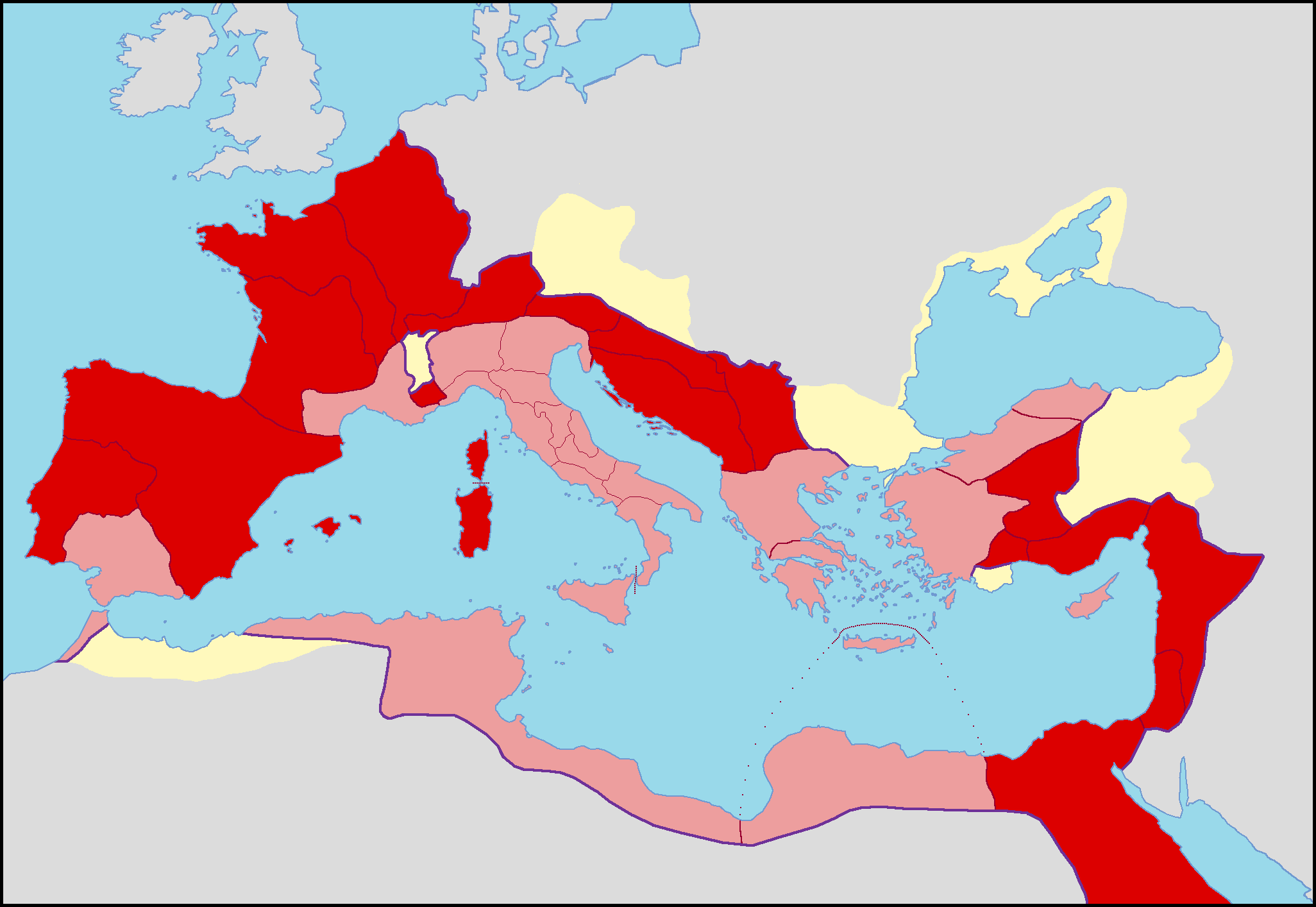
14 d.C.
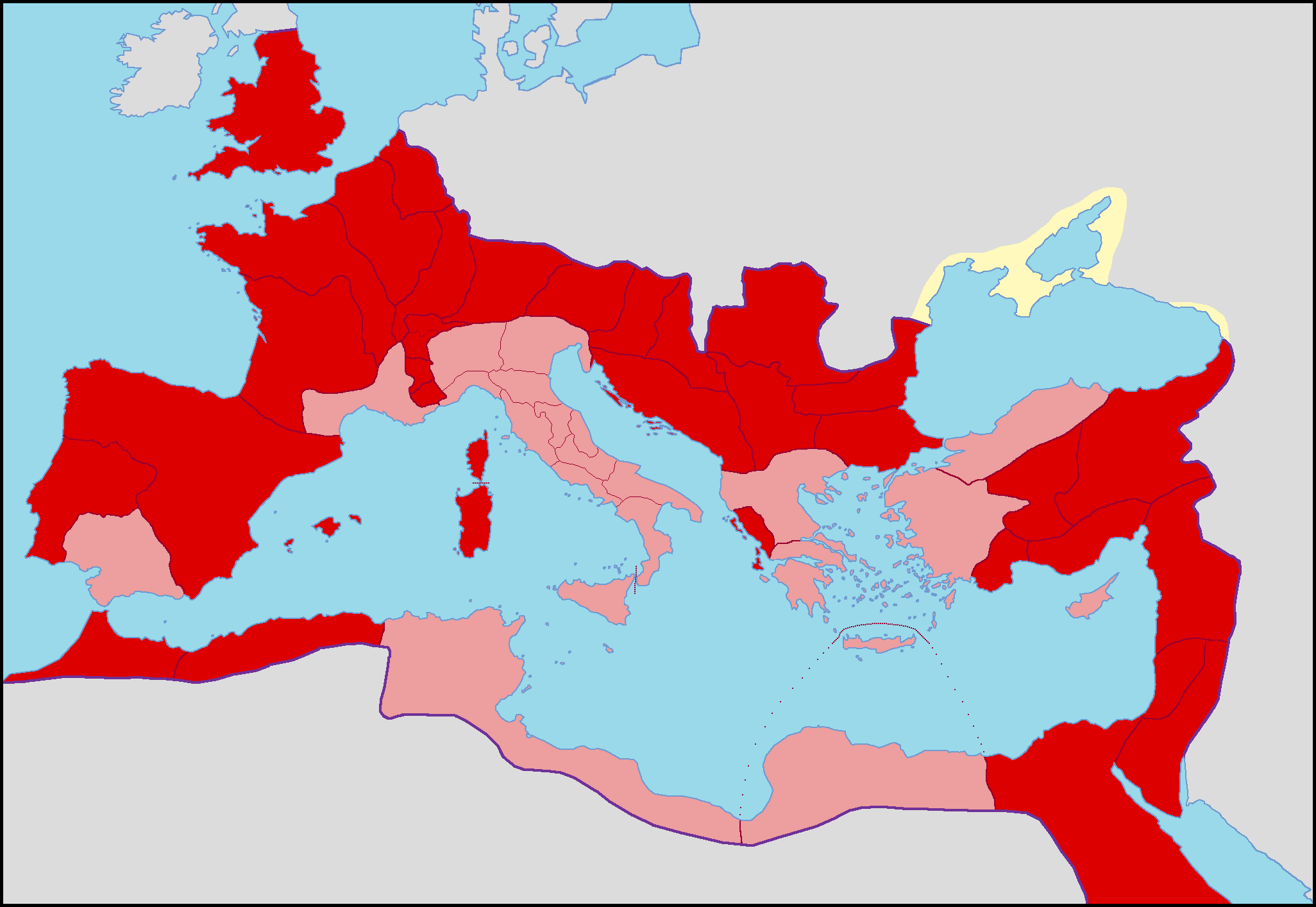
120 d.C.
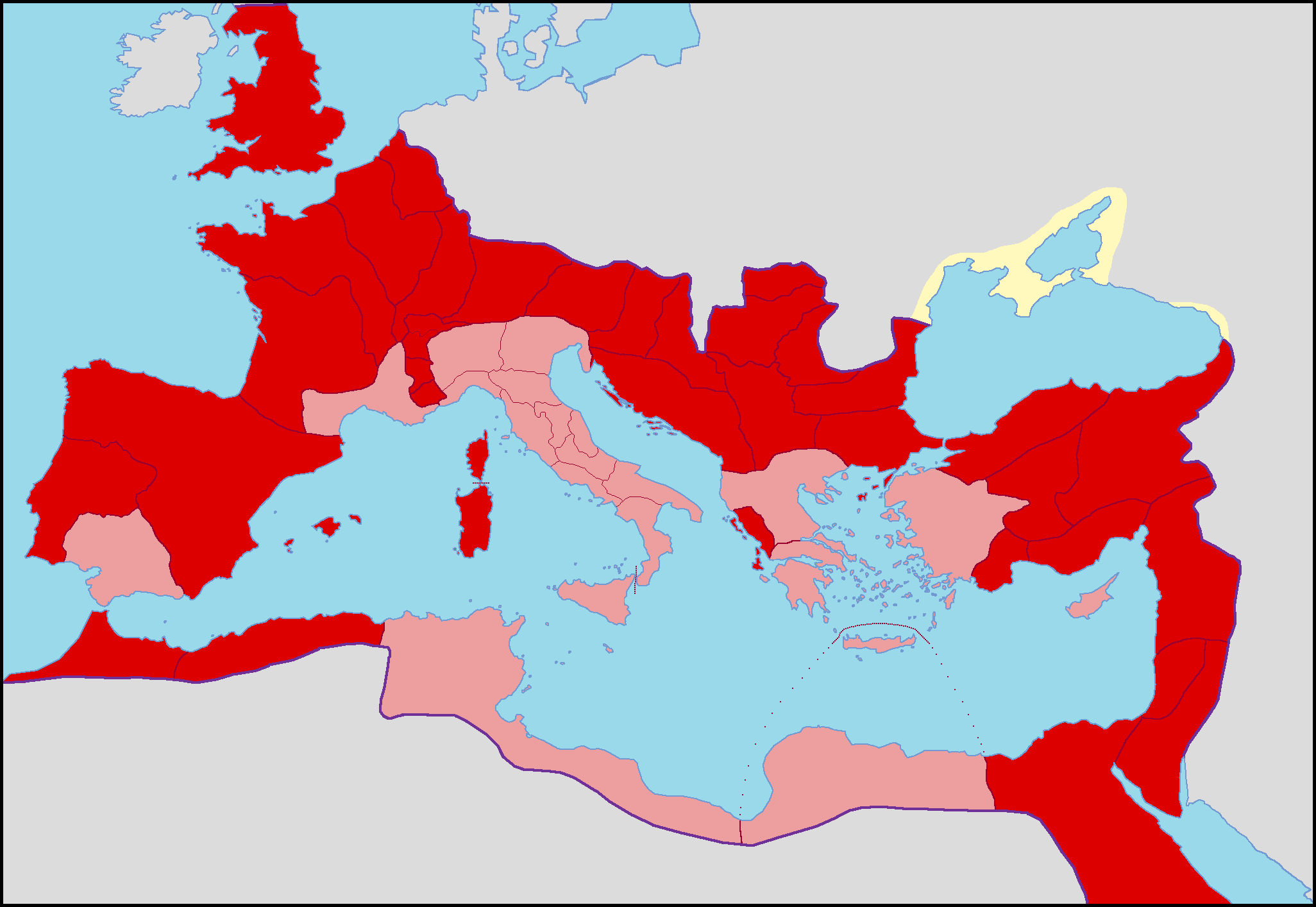
150 d.C.
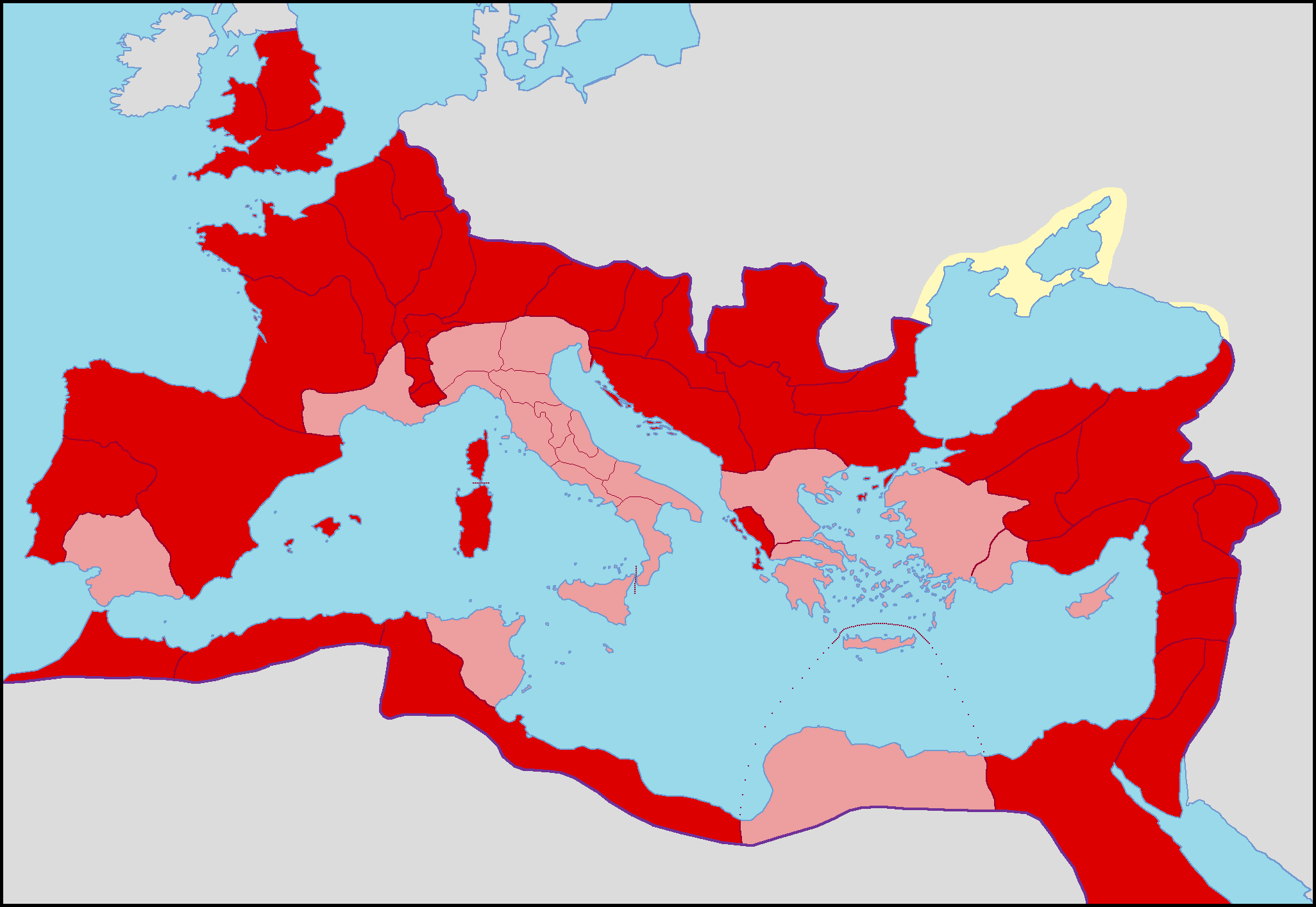
210 d.C.